# بريزا
بريزا (بالبوسنوية: Breza)‏، (بالكرواتية: Breza) (بالسيريلية:Бреза) هي مدينة وبلدية في البوسنة والهرسك تقع في كانتون زينيكا-دوبوي في اتحاد البوسنة والهرسك. طبقا لنتائج تعداد البوسنة عام 2013، فقد بلغ عدد سكان المدينة 3,125 نسمة بينما بلغ إجمالي سكان المنطقة الحضرية 14,564 نسمة.

## الجغرافيا
تقع برزه في وسط البوسنة والهرسك في وادي ستافنيا وهو أحد روافد نهر بوسنة. إلى الشرق من المدينة تقع يقع جبل شيميرسكا بلانينا والذي يصل ارتفاعه إلى 1,466 متر (4,810 قدم).
تجاورها البلديات التالية إيلياش وفاريش وفيسوكو.

## التاريخ
ذكرت البلدية لأول مرة في العصر الروماني عام 1436.

## التركيبة السكانية

### المدينةداخل المدينة

#### التطور التاريخي للسكان في المدينةداخل المدينة
| 1961 | 1971 | 1981 | 1991 | 2013 |
| ---- | ---- | ---- | ---- | ---- |
| 3007 | 3441 | 3861 | 4121 | 3125 |

### البلدية

#### التطور التاريخي للسكان في البلدية
| 1961  | 1971  | 1981  | 1991  | 2013  |
| ----- | ----- | ----- | ----- | ----- |
| 12669 | 14824 | 15911 | 17317 | 14564 |

#### توزيع السكان في البلدية (1991)
في عام 1991 كان عدد سكان البلدية 17,317 نسمة وهم موزعون على النحو التالي:

## التعليم
يوجد في البلدية ثلاث مدارس ابتدائية ومدرستان ثانويتان، واحدة عبارة عن مدرسة للألعاب الرياضية والأخرى مدرسة تقنية/مهنية.

## شخصيات من بريزا
- حارث سيلايديتش (ولد عام 1945)، شخصية سياسية.

## أعلام
- أسمير أفدوكيتش
- علم الدين سيفا